# John Hopkins (skådespelare)
John Hopkins, född 1974 i London, är en brittisk skådespelare, i Sverige mest känd för sin roll som Sergeant Dan Scott i Morden i Midsomer.

## Fotnoter
1. 1 2  Internet Movie Database.[källa från Wikidata]
2. ↑  läs online, www.rada.ac.uk .[källa från Wikidata]